# Honkanen (klippor)
Honkanen är öar i Finland. De ligger i Finska viken och i kommunen Fredrikshamn i landskapet Kymmenedalen, i den södra delen av landet. Öarna ligger nära Kotka och omkring 120 kilometer öster om Helsingfors.
Arean för den av öarna koordinaterna pekar på är 1,3 hektar och dess största längd är 210 meter i nord-sydlig riktning. Närmaste större samhälle är Karhula, 10,2 km väster om Honkanen.